# ابن برنیه
هبةالله بن احمد بن محمّد کاتبوی ملقب به ابن برنیه نوه دختری محمّد بن عثمان عمری، یکی از چهار نایب خاصّ مهدی است. «کتاب فی اخبار ابی عمرو و ابی جعفر العمریین» ابن برنیه در مورد زندگی‌نامه دو نایب اول مهدی بوده است که شیخ طوسی در کتاب الغیبة مطالب زیادی از این کتاب نقل کرده است. کتاب ابن برنیه یکی از دو منبع اصلی شیخ طوسی در مورد نایبان خاص مهدی بوده است. مادر او، ام کلثوم، دختر ابوجعفر محمد بن عثمان عمری نایب دوم و عروس و منشی حسین بن روح نوبختی نایب سوم امام زمان شیعیان بوده است.
بگفته نجاشی ابن برنیه، نزد استادان زیدی مذهب تحصیل کرده است و به ایشان متمایل گردید و معتقد بود امامان شیعه، سیزده نفرند و زید بن علی نیز یکی از امامان شیعه است. بنوشته رجال نجاشی ابن برهیه به این روایت در کتاب سلیم بن قیس استناد می‌کرد که: «إنّ الأئمّه إثنا عشر من ولد أمیر المؤمنین (ع)» ابن برنیه، به زیارت قبور اهل بیت اهتمام زیادی داشته است. نجاشی، در آخرین سفر زیارتی اش به نجف در سال ۴۰۰ ق، با ابن برنیه همراه بوده است.